# 吴汀鹭故居
31°54′27″N 120°16′18″E / 31.90746°N 120.27157°E
吴汀鹭故居位于中华人民共和国江苏省无锡江阴市市区人民中路与高巷路交界处、高巷路2号（原高巷口），由江阴近代民族工商业家吴汀鹭始建于民国六年（1917），民国二十六年（1937）被侵华日军侵占并作为江阴警备司令部，民国三十六年（1947）改为中华民国国军江阴要塞司令部，1949年5月又改为中国人民解放军江阴要塞司令部，此后仍长期驻军，至2003年由军队移交给江阴市政府，经修缮后于2007年辟为江阴名人馆至今。2013年以“国民党江阴要塞司令部旧址”一名被列入第七批全国重点文物保护单位。
该建筑坐北朝南，占地面积3752.7平方米，建筑面积1248.92平方米，为中西合璧的砖木结构住宅，前有青砖照壁和花园，后为房屋三进，其中前两进为硬山顶中式平房，第三进为西式二层小洋楼，其面阔均为七间，进深分别为六椽、八椽和十椽，第二、三进东西设有厢房（楼），其面阔均为三间、进深四椽，共有房间48间。第一进与第三进外侧均以红砖砌成门窗拱券、廊柱，并嵌砌灰色砖雕，另在第一、二进之间设有砖雕门楼。